# 1975 en bande dessinée
| Années de la bande dessinée : 1972 - 1973 - 1974 - 1975 - 1976 - 1977 - 1978    |
| Décennies de la bande dessinée : 1940 - 1950 - 1960 - 1970 - 1980 - 1990 - 2000 |

Cet article présente les faits marquants de l'année 1975 en bande dessinée.

## Évènements
- 23 au 26 janvier : 2e Festival international de la bande dessinée d'Angoulême : Festival d'Angoulême 1975.
- Gotlib et Alexis lancent le journal Fluide glacial.
- Parution du premier numéro du magazine Métal hurlant créé par Mœbius, Jean-Pierre Dionnet, Philippe Druillet et Bernard Farkas
- Les premières planches de La Quête de l'oiseau du temps sont publiées dans la revue Imagine.
- Sortie du premier album de Christin et Bilal, La Croisière des oubliés.
- août : après la parution d'un "Giant-size", sortie de Uncanny X-Men #94 (première apparition de la nouvelle équipe dont fait partie Wolverine, et relance du titre, qui s'était déjà arrêté une fois), chez Marvel Comics

## Nouveaux albums
Voir aussi : Albums de bande dessinée sortis en 1975

### Franco-Belge
| Sortie | Titre                    | Scénariste      | Dessinateur | Coloriste | Éditeur |
| ------ | ------------------------ | --------------- | ----------- | --------- | ------- |
| ?      | La Croisière des oubliés | Pierre Christin | Enki Bilal  |           |         |
| ?      | …                        |                 |             |           |         |

### Comics
| Sortie | Titre       | Scénariste | Dessinateur | Coloriste | Éditeur |
| ------ | ----------- | ---------- | ----------- | --------- | ------- |
| ?      | à compléter |            |             |           |         |
| ?      | …           |            |             |           |         |

### Mangas
| Sortie | Titre       | Scénariste | Dessinateur | Coloriste | Éditeur |
| ------ | ----------- | ---------- | ----------- | --------- | ------- |
| ?      | à compléter |            |             |           |         |
| ?      | …           |            |             |           |         |

## Naissances
- 1er février : Gilles Roussel, alias Boulet, auteur de bande dessinée français
- 1er mars : Brüno, auteur de bande dessinée français
- 6 mars : Gérald Parel
- 15 mars : Alexis Sentenac, auteur de bande dessinée français
- 15 mai : Aurore
- 22 juillet : André Vazzios, coloriste, dessinateur de bande dessinée et architecte brésilien.
- 26 août : Guillaume Griffon
- 21 septembre : Craig Thompson, auteur de comics
- Naissances de Jeffrey Brown, Elsa Brants, Cécile, Lounis Chabane et du manhwaga Ko Jin-Ho, Benjamin Flao, Karine Gottot

## Décès
- 4 janvier : Bob Montana, auteur de comics
- 3 avril : Otto Soglow
- 11 juillet : Crockett Johnson
- 18 juillet : Vaughn Bodé
- 17 août : René Bastard
- José Peñarroya (es)